# Ruisseau de Lacapelle-Barrès
Le ruisseau de Lacapelle-Barrès est une rivière française du Massif central qui coule dans les départements du Cantal et de l'Aveyron. C'est un affluent de la Bromme sous-affluent de la Truyère, donc un sous-affluent de la Garonne.

## Géographie
De 12,6 km de longueur, le ruisseau de Lacapelle-Barrès prend sa source dans le Cantal commune de Malbo département du Cantal sous le nom de ruisseau de la Vèze et se jette dans la Bromme sur la commune de Mur-de-Barrez département de l'Aveyron.

## Départements et communes traversés
- Cantal : Pailherols, Malbo, Lacapelle-Barrès.
- Aveyron : Mur-de-Barrez, Thérondels.

## Principaux affluents
- Ruisseau de Pleaux 2,3 km